# 弗赖贝格县
弗赖贝格县（Landkreis Freiberg）是德国萨克森州曾经的一个县，隶属于开姆尼茨行政区，首府弗赖贝格。2008年8月1日，弗赖贝格县与德伯尔恩县和米特韦达县合并为中萨克森县。